# Rötliche Glanzschnecke

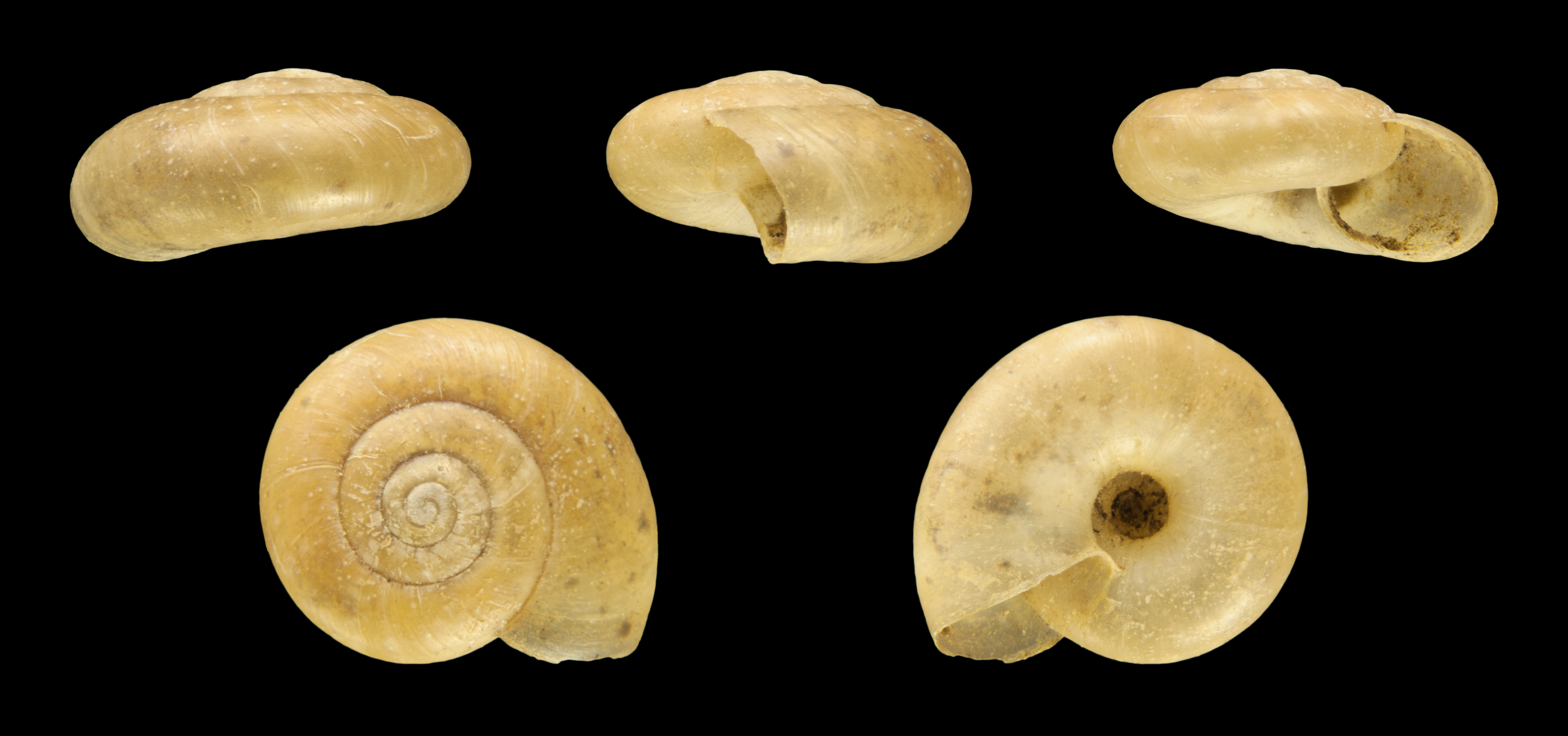
Leergehäuse in verschiedenen Ansichten

Die Rötliche Glanzschnecke (Aegopinella nitidula) ist eine auf dem Land lebende Schneckenart aus der Familie der Glanzschnecken (Oxychilidae).

## Merkmale
Das rechtsgewundene Gehäuse ist niedrig-konisch mit 3½ bis 4½ Windungen. Es ist 6 bis 11 mm breit und 4 bis 6 mm hoch. Die Windungen sind mäßig gewölbt und nehmen regelmäßig zu. Lediglich das letzte Viertel der Endwindung erweitert sich zur Mündung hin etwas, senkt sich aber nicht ab. Die Naht ist sehr deutlich. Die Mündungsebene steht schräg zur Windungsachse. Die Mündungsöffnung ist in der direkten Aufsicht leicht abgeflacht-elliptisch, von der Eindellung durch die vorige Windung abgesehen. Der Mündungsrand ist gerade und zugespitzt. Der Nabel ist weit und schwach exzentrisch.
Das Gehäuse ist gelblichbraun bis meist rötlich-braun (Name!) und durchscheinend. Selten kommen auch weißliche Gehäuse vor. Um den Nabel ist das Gehäuse aber immer milchig-weißlich. Die Oberfläche weist feine Anwachsstreifen auf, die sich mit feinen Spirallinien kreuzen.
Der Weichkörper ist blaugrau mit hellerer Sohle und blauschwarzen oberen Tentakeln. Im zwittrigen Geschlechtsapparat ist der Penis vergleichsweise klein, ebenso der Epiphallus. Das Verhältnis ist etwa 2:1. Der Penisretraktormuskel setzt an der Penisschleife, nahe dem Übergang zum Epiphallus an. Freier Eileiter und Vagina sind recht lang.

## Ähnliche Arten
Das letzte Viertel der Endwindung erweitert sich gegen die Mündung nur leicht und nicht so stark wie bei der Verkannten Glanzschnecke (Aegopinella epipedostoma) und der Weitmündigen Glanzschnecke (Aegopinella nitens). Die Rötliche Glanzschnecke unterscheidet sich von diesen beiden Arten durch die rotbraune Gehäusefarbe und die schwachen Spiralstreifen. Diese sind jedoch weniger deutlich als bei der Kleinen Glanzschnecke (Aegopinella pura). Letztere Art ist zudem sehr viel kleiner (im Adultstadium) und enger aufgewickelt. Unterschiede gibt es auch im Geschlechtsapparat. Bei der Verkannten Glanzschnecke (Aegopinella epipedostoma) und der Wärmeliebenden Glanzschnecke (Aegopinella minor) setzt der Penisretraktormuskel fast mittig am Epiphallus an. Bei der Weitmündigen Glanzschnecke (Aegopinella nitens) setzt der Penisretraktormuskel zwar auch an der Penisschleife am Übergang zum Epiphallus an, der Penis ist jedoch viel dicker und hat eine Einschnürung unterhalb der Mitte.

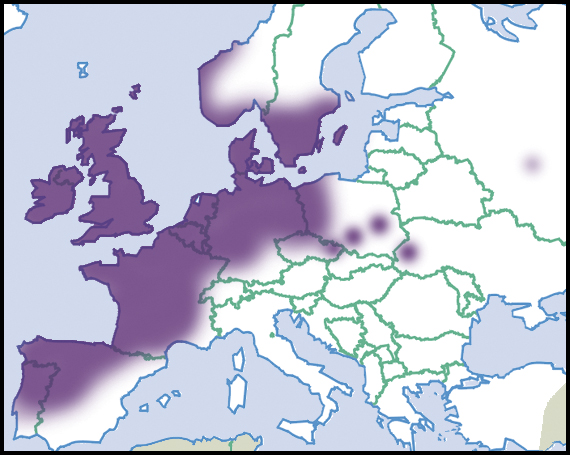
Verbreitung der Art in Europa (nach Welter-Schultes, 2012)

## Geographische Verbreitung und Lebensraum
Das Verbreitungsgebiet erstreckt sich über die Britischen Inseln, Frankreich, Belgien, Niederlande, Nord- und Westdeutschland, West- und Nordwestpolen, Tschechien, Belarus, Ukraine und Südskandinavien sowie Nordspanien. Das Vorkommen auf den Azoren geht auf anthropogene Verschleppung zurück. In Norwegen gibt es einzelne synanthrope Vorkommen bis 65" N.
Die Art bevorzugt mäßig feuchte Standorte in der Laubstreu von Laub- und Nadelwäldern und Heckenreihen sowie auch in Krautbeständen, in Gärten, Straßenrändern, zwischen Felsen, an und in Mauern. Sie toleriert anthropogen beeinflusste Lebensräume.

## Lebensweise
Die Tiere ernähren sich meist räuberisch von kleinen Würmern und anderen kleineren Schnecken, auch von Aas wie tote Schnecken und Insekten. Zur Fortpflanzung werden mehrere Gelege mit etwa sechs bis neun Eiern im Moos und in der feuchten Laubstreu versteckt abgelegt. Die Eier haben einen Durchmesser von 1,1 bis 1,4 mm. Die Jungtiere sind nahezu farblos und haben ein Gehäuse von 1,3 bis 1,4 mm Breite.

## Taxonomie
Das Taxon wurde 1805 von Jacques Philippe Raymond Draparnaud in der ursprünglichen Kombination Helix nitidula in die wissenschaftliche Literatur eingeführt. Es wird ganz allgemein akzeptiert in die Gattung Aegopinella Lindholm, 1927 gestellt.

## Gefährdung
Die IUCN schätzt die Art auf das Gesamtverbreitungsgebiet betrachtet als nicht gefährdet ein. Auch in Deutschland gilt die Art als nicht gefährdet.